# Комарево (област Враца)
Вижте пояснителната страница за други значения на Комарево.
Комарѐво е село в Северозападна България. То се намира в община Бяла Слатина, област Враца.

## География
Комарево се намира на 15 км югозападно от Бяла Слатина, по десния бряг на р. Скът. Съседни населени места са Враняк (на изток), Тлачене (на юг), Буковец (на запад) и Соколаре (на север). Площта на село Комарево е 20,239 km² (НСИ) и население 283 жители (към 1 януари 2007 – НСИ).

## История
В местността Врачанка близо до Комарево са открити останки от селище, което датира от периода на средната новокаменна епоха ( ок. шесто хилядолетие пр.н.е.). През 1962 г. са извършени археологически разкопки, при които са намерени предмети от бита и се установява, че над културния пласт на селището от средния неолит има останки от тракийско селище, обитавано през първото хилядолетие пр.Хр. На север от тези две селища се издига могилен тракийски некропол, който се състои от шест земни могили, разположени наблизо една до друга.
Днешното село се намира върху останките на българско средновековно селище. За това свидетелстват и съществуващите зидани кладенци с огладени от употреба каменни корита. Селото е засвидетелствано с днешното си име в един османски документ от 1606 г.
Името „Комарево“ е свързано с подвижните овчарски колиби, наричани кома̀рник. В България до Освобождението е имало десетина села с името Комарево: в Карнобатска, Провадийска, Берковска, Врачанска и Плевенска околии. При с. Люти брод има местност Комарник, която местното население тълкува като „лятна колиба на овчар“, а до с. Игнатица има местност с име Комарнико, където са спирали каракачани пастири. Възможно е името на селото да е произлязло и от прякора „Ко̀мар“, който обикновено се дава на много слаби хора, и суфикса за селищно име -_ево_. В много села на България има такива родови прякори.
След Освобождението в Комарево се заселват двама опълченци, които доживяват тук до края на живота си – Павел (Пано) Дичов, роден в с. Радовене, и Янаки Данов Антов. Двамата се женят за местни момичета и създават многобройни потомства, съответно с 8 и с 6 деца.
Към 1893 година в селото са живели 68 души, постепенно броят им нараства, докато през 1924 – 1929 г. достига своя максимум от близо 2000 жители.

## Население
Преброяване на населението през 2011 г.
Численост и дял на етническите групи според преброяването на населението през 2011 г.:
|                     | Численост | Дял (в %) |
| Общо                | 231       | 100.00    |
| Българи             | 214       | 92.64     |
| Турци               | 0         | 0.00      |
| Цигани              | 11        | 4.76      |
| Други               | 0         | 0.00      |
| Не се самоопределят | 0         | 0.00      |
| Неотговорили        | 4         | 1.73      |

## Обществени институции
Училището в Комарево е открито през 1861 г.

## Допълнителна информация
Подходящо за отдих и туризъм, както и за любителски риболов, тъй като през селото преминава река Скът.
До Комарево може да се стигне с кола или с автобус съответно от градовете: Враца или Бяла Слатина.